# Delphyre bolivianum
Delphyre bolivianum là một loài bướm đêm thuộc phân họ Arctiinae, họ Erebidae.